# Thilo von Werthern-Michels
Thilo Karl Friedrich-Franz von Werthern-Michels (* 25. Januar 1878 in Lippstadt; † 26. Januar 1962 in Nateln) war ein deutscher Verwaltungsjurist in Preußen.

## Leben
Er war der Sohn des Landrats Ernst von Werthern. Thilo von Werthern-Michels studierte an der Albert-Ludwigs-Universität Freiburg Rechtswissenschaft. Seit dem Wintersemester 1899/1900 Fuchs im Corps Hasso-Borussia, wurde er am 27. Februar 1901 recipiert und im Sommersemester 1901 inaktiviert. Als Gerichtsreferendar war er beim Oberlandesgericht Hamm. Er wechselte in die innere Verwaltung Preußens und kam am 18. November 1905 als Regierungsreferendar zur Regierung in Münster. Hier wurde er am 27. November 1909 Regierungsassessor ernannt und später zur Regierung in Königsberg überwiesen. Während des Ersten Weltkrieges diente er in der Preußischen Armee. Am 3. Mai 1917 wurde er Regierungsrat bei der Bezirksregierung Minden. Im Juli 1918 mit der kommissarischen Verwaltung des Landratsamtes Soest beauftragt, wurde er am 1. Februar 1919 definitiv zum Landrat im Kreis Soest ernannt. Über gut 17 Jahre, bis zum 15. August 1936, blieb er in diesem Amt. Später wurde er Oberregierungsrat beim Oberpräsidenten der Provinz Westfalen. Er gehörte der SA an und war förderndes Mitglied der SS. Von dem Soester Amtsgerichtsrat von Michels adoptiert, trat er am 1. Mai 1938 in den Ruhestand.